# Woldstedtius flavolineatus
Woldstedtius flavolineatus là một loài tò vò trong họ Ichneumonidae.